# タイガー・エレクトロニクス
タイガー・エレクトロニクス（Tiger Electronics）は、アメリカの玩具メーカー。電子ゲームや電子玩具、ファービーやギガペットなどの電子ペットで知られる。
イリノイ州のバーノンヒルズに本社がある。現在はハズブロの一部門となっている。

## 歴史
Randy RissmanとRoger Shiffmanが1978年に創業した。当初は子供向けレコードプレーヤーのようなアナログの玩具を製造していたが、電子ゲームと教育玩具に進出。1980年代にはKマート系列のスーパーで世界的に販売された子供向けコンピューター「K28 Tiger's Talking Learning Computer」（1984年）、「Electronic Bowling」のような安っぽい電子ゲーム、「ロボコップ」や「ターミネーター」と言った版権ものの電子ゲームなどをリリースした。1990年代初期には携帯型カセットコンポの「Talkboy」が大ヒットし、『ホーム・アローン2』（1992年）にも登場した。1990年代にはほかにも「Brain Warp」や「Brain Shift」と言った電子玩具、光線銃の「Lazer Tag」、「ライツアウト」（1995年）、釣りゲーム「Fishing Championship」（1997年）、「Skip-It」などの玩具がヒットした。
1995年にはテキサス・インスツルメンツの玩具部門を買収した。
1998年、タイガーはアメリカの玩具大手のハズブロに買収された。ハズブロはハイテク玩具への進出の機会をうかがっており、特に当時タイガーが開発中であったファービーに注目していた。ハズブロの支援の下大々的に売り出されたファービーは、1998年のホリデーシーズンから1999年にかけて大ヒットした。ハズブロの下で販売されたリズムゲーム玩具「Bop It」もヒットした。当時流行していたたまごっちに対抗して電子ペット「Giga Pets」も販売した。
2000年、タイガーはYahoo!ブランドの電子玩具を製造した。デジカメ、webカメラ、インターネットからmp3ファイルをダウンロードする音楽プレーヤー「HitClips」などである。2000年代には、音楽に合わせて踊る電子ペットI-Dog、家庭用プロジェクタZoomBox、ビデオプレイヤーVideoNow、デジタルカムコーダーVCamNow、子供用無線機ChatNowなどの玩具を製造した。
2003年にはファービーの技術を生かしたよりリアルな電子ペット「FurReal」をリリースした。2012年にはファービーの新モデルがリリースされた。
タイガーはセガと提携を結んでいたため、日本ではタイガーの電子ゲームがセガからリリースされているほか、北米ではセガのゲームがタイガーの電子ゲームに移植されたりしている。

## ゲーム機

### 電子ゲーム機
タイガーはLCD画面を用いた携帯型ゲーム機の開発で最も知られる。LCDゲームをさらに小型化したものとして、腕時計型のゲーム機も製造した。タイガーの腕時計型ゲーム機には時計機能とアラーム機能がついていた。

### 家庭用ゲーム機
タイガーは1995年にカートリッジ交換型LCDゲーム機R-Zoneをリリース。ヘッドマウント型の反射スクリーン（片目だけしかない）を装着すると、そこにカートリッジの赤いLCD画面がバックライトで投影されるという仕組みであった。R-Zone用ゲームはすべてタイガーの既存のLCDゲームの移植であり、同時期のゲーム機であるバーチャルボーイと比較してもかなりお粗末な出来であった。
1997年には携帯型ゲーム機game.comをリリース。ゲームボーイの対抗機として、タッチスクリーンとインターネット接続機能まで備えていた。しかしこちらも失敗し、対応ゲームは20タイトルしか出なかった。

## 版権ゲーム
タイガーは他者からライセンスを得た電子ゲーム、いわゆる版権ゲー厶やキャラクターゲームの代表的メーカーとして知られる。スタートレック、 スター・ウォーズ、 バーニー、Arthur、くまのプーさん、フランクリン、ネオペット、ホイール・オブ・フォーチュン、ジェパディ!、フー・ウォンツ・トゥ・ビー・ア・ミリオネア、バットマン・ザ・フューチャー、ロスト・ワールド/ジュラシック・パーク、そしてソニック・ザ・ヘッジホッグなどが代表的だが、ほかにも大量にある。

## 参照
1. ↑  Business Week, Issues 3525-3528. McGraw-Hill, 1997. Retrieved from Google Books on December 7, 2010. "Later on this month, Tiger Electronics Inc. in Vernon Hills[...]"
2. ↑  Kirschner, Suzanne Kantra. "What's New." Popular Science, Bonnier Corporation. October 1997. Vol. 251, No. 4. ISSN 0161-7370. 17. Retrieved from Google Books on December 7, 2010. "Tiger Electronics, 980 Woodlands Pkwy., Vernon Hills IL 60061."
3. ↑  "COMPANY NEWS; TIGER ELECTRONICS GETS TEXAS INSTRUMENTS UNIT." The New York Times. February 11, 1995. Retrieved on December 7, 2010.